# پاوئو ادلمن
پاوئو ادلمن (لهستانی: Paweł Edelman؛ زادهٔ ۲۶ ژوئن ۱۹۵۸) فیلم‌بردار اهل لهستان است.
از فیلم‌ها یا مجموعه‌های تلویزیونی که وی در آن‌ها نقش داشته‌است می‌توان به حدود پروردگار، والسا: مرد امید، خوک‌ها، داستان‌های عاشقانه، پیانیست، کاتین، ری، الیور توئیست، همه مردان پادشاه، نیویورک، دوستت دارم، سایه‌نویس، کشتار، ونوس در پوست خز، تاتاراک و بر اساس یک داستان واقعی اشاره نمود.
او در سال ۲۰۱۴ میلادی بابت مشارکت‌ها و فعالیت‌های حرفه‌ای و هنری‌اش برندهٔ مدالِ طلایِ گلوریا آرتیس شد..